# عفران (مناخة)

تعديل مصدري - تعديل

عفران هي إحدى قرى عزلة حصبان بمديرية مناخة التابعة لمحافظة صنعاء، بلغ تعداد سكانها 34 نسمة حسب تعداد اليمن لعام 2004.